# Маркварт (маркграф Штирии)
Маркварт II (нем. Markwart II; умер 13 апреля 1000) — первый исторически известный правитель Карантанской марки (Штирии), представитель династии Эппенштейнов.

## Биография

### Правление
Маркварт II был сыном некого Маркварта I, переселившегося из Баварии в долину Муры и основавшего здесь замок Эппенштейн.
Маркварт II впервые был упомянут в 970 году в качестве графа Карантанской марки. В то время это государственное образование охватывало небольшую территорию между Энсом и Мурой и не включало североштирийские графства и центральную часть современной Штирии.
Возвышение Маркварта II, видимо, было связано с его женитьбой на Хадемунде Эберсбергской, представительнице одного из важнейших раннесредневековых баварских родов. С 976 года Карантанская марка вошла в состав герцогства Великая Карантания (Каринтия). При Маркварте II марка ещё полностью подчинялась герцогам Каринтии и не вела самостоятельной внешней политики.

### Брак и дети
Жена: святая Хадемунда Эберсбергская (умерла в 1029). Дети:
- Адальберо I (980—1039) — герцог Каринтии (c 1011)
- Эберхард